# Partido Comunista do Nepal

O Partido Comunista do Nepal (em nepali: नेपाल कम्युनिस्ट पार्टी),  foi um partido comunista do Nepal que existiu entre 1949 e 1962. Foi fundado em 15 de setembro de 1949 para lutar contra o regime autocrático dos Rana, o feudalismo e o imperialismo. O secretário-geral fundador foi Pushpa Lal Shrestha. Outros membros fundadores foram Moti Devi Shrestha, Niranjan Govinda Vaidya, Nar Bahadur Karmacharya e Narayan Bilas Joshi.

## Ideologia
O principal objetivo do Partido Comunista do Nepal na década de 1950 era transformar o Nepal em uma república. Mais tarde, durante a mesma década, o partido adotou os princípios leninistas da luta de classes contra as elites dos centros urbanos. O partido também criticou o partido do Congresso Nepalês, considerado próximo do governante partido do Congresso Nacional Indiano, então no poder na Índia. O partido se opôs ao que chamou de imperialismo cultural da Índia.
| Eleição | Líder                 | votos   | votos | Assentos | Posição | governo resultante |
| Eleição | Líder                 | Número  | %     | Número   | Posição | governo resultante |
| ------- | --------------------- | ------- | ----- | -------- | ------- | ------------------ |
| 1959    | Keshar Jung Rayamajhi | 129.142 | 7.2   | 4 / 109  | 4º      | Oposição           |

### Secretários gerais
| - Pushpa Lal Shrestha, 1949–1954 - Man Mohan Adhikari, 1954–1957 |  | - Keshar Jung Rayamajhi, 1957–1962 - Tulsi Lal Amatya, 1962 |